# 隧穿电离
当原子或分子中的电子发生隧穿效应而通过势垒，由束缚态进入连续态而离开原子或分子，这种电离过程即称为隧穿电离。在强场作用下，原子势垒发生大幅变形，原本电子难以隧穿的势垒的长度被大大缩减，电子变得易于隧穿。
对于光场，其电场分量是随时间改变的，每半个周期，电场就要改变一次方向。电子带有负电荷，在库仑作用下电子每半个周期便会改变运动方向。由于电子从电场中获得很大动能，当其改变方向后可能与母核发生碰撞，如果碰撞非弹性，即电子与母核重结合，额外的能量会以光子的形式发射出去，因为电子可以多次改变方向而吸收更多电场能量，最终以光子形式放出，人们可以得到很高的光子能量，实验上会观测到高次谐波（High order harmonic generation, HOHG），这是当前产生甚紫外光的一种有效途径；如果发生弹性碰撞后最终电子逸出，多次改变方向会使电子吸收额外的动能，最终得到超阈值电离谱（Above threshold ionization, ATI）。